# سلندر (فیلم ۱۹۹۴)
سلندر (به فرانسوی: Salandar) فیلمی ۳۸دقیقه‌ای به کارگردانی رفیع پیتز بر اساسِ نوشتهٔ بهرام بیضایی است.